# 喬瑟夫·梅塞納·讓-路易
喬瑟夫·梅塞納·讓-路易（法語：Joseph Mécène Jean-Louis，1949年6月3日—）是一位海地法官，目前在海地最高法院任職。他在2018年至2021年的海地抗議活動期間被反對派宣布為臨時總統，旨在結束若弗内尔·莫伊兹的統治。